# Grzegorz Stiasny
Grzegorz Stiasny (ur. 1967) – polski architekt i krytyk architektury.

## Życiorys
Od 1994 partner w firmie ARE Stiasny/Wacławek. Ekspert w konkursie europejskiej Nagrody Miesa van der Rohe. Laureat Honorowej Nagrody SARP 2012.
Od 2001 wykładowca na Wydziale Architektury Politechniki Warszawskiej.

## Wybrane projekty
- 1996: Budynek wielorodzinny ul. Piotra Skargi - SM "MERKURY" (G.Stiasny, P.Marczak & J Wacławek)
- 1996: Ratusz gminy Białołęka (G.Stiasny & J.Wacławek)
- 2000: Zespół wielofunkcyjny mieszkalno-handlowo–biurowy ul. Słomińskiego 15,17,19 - SBM "DEMBUD" (J.Wacławek & A.Bołtuć, G.Stiasny)
- 2001: Osiedle mieszkaniowe "Światowid" - MOSTOSTAL Export (G.Stiasny & J.Wacławek)
- 2002: Zespół wielofunkcyjny mieszkalno-handlowo-biurowy przy ul.Grzybowskiej/Granicznej - SBM "DEMBUD" (G.Stiasny & J.Wacławek)
- 2002: Osiedle "Zaruby" w Warszawie - SM "MERKURY" (M.Citko, G.Stiasny & J.Wacławek)
- 2003: Osiedle "Odkryta" w Warszawie - MOSTOSTAL Export (G.Pietrzak, G.Stiasny & J.Wacławek)
- 2003: Budynek plombowy przy ul. Siennej/r. Żelaznej - SBM "DEMBUD" (G.Stiasny & J.Wacławek)
- 2003: Budynek wielorodzinny ul. Relaksowa - SM "MERKURY" (G.Stiasny & J.Wacławek)
- 2008: Zespół budynków mieszkalnych przy ul. Inflanckiej - ECHO Investment (G.Stiasny, G.Pietrzak, J.Wacławek)
- 2009: Biurowiec ul. Modzelewskiego (G.Stiasny & J.Wacławek)
- 2005: Rozbudowa Urzędu Pracy w Warszawie [G.Stiasny & J.Wacławek)
- 2006: Willa w Konstancinie (G.Stiasny & J.Wacławek)
- 2009: Rozbudowa szkoły ul. Kowieńska (G.Stiasny & J.Wacławek)
- 2007: Budynek wielorodzinny ul. Franciszkańska 14 - SBM "DEMBUD" w Warszawie (G.Stiasny & J.Wacławek)
- 2007: Osiedle w Poznaniu "Małe Naramowice" - ECHO Investment (W.Ingielewicz, G.Stiasny & J.Wacławek)
- 2008: Zespół mieszkalny w "Miasteczku Wilanów" - Robyg Investment (G.Stiasny & J.Wacławek)
- 2008: Zespół mieszkalno-biurowy przy ul. Modzelewskiego/Malczewskiego w Warszawie (G.Stiasny & J.Wacławek)
- 2009: Budynek mieszkalny ul. Grębałowska - SBM "DEMBUD" (G.Stiasny & J.Wacławek)
- 2009: Budynek mieszkalny ul. Kasprowicza/Lindego - Lubasa Polska (K.Godlewska, G.Stiasny & J.Wacławek)
- 2010: Budynek mieszkalny ul. Bonifraterska - SBM "Dembud" (G.Stiasny & J.Wacławek)
- 2013: Terminal lotniska w Lublinie (G.Stiasny & J.Wacławek)
- 2013: Zespół budynków przy ul. Stawki 8 (G.Stiasny & J.Wacławek)

## Nagrody
Nagrodzone w konkursach zostały następujące projekty, których był współautorem:
- Przebudowa Biblioteki na Koszykowej (finalista)
- Ratusz Gminy Białołęka (I nagroda)
- Ratusz gminy Targówek (nagroda)
- Urząd KNUiFE w Warszawie (I nagroda)
- Muzeum Powstania Warszawskiego (wyróżnienie)
- Zespół sportowy przy szkole nr. 215 w Warszawie (I nagroda)
- Centrum Koordynacji Straży Pożarnej w Warszawie (III nagroda)
- Zespół biurowy pl. Puławski (III nagroda)
- Port Lotniczy w Lublinie (I nagroda)
- Plac Małachowskiego w Warszawie (I nagroda)
- Przebudowa/zadaszenie dziedzińca Muzeum Warszawy (I nagroda)